# Sanda Hržić
Sanda Hržić (Zagreb, 31. ožujka 1958.) hrvatska je glumica, redateljica, prevoditeljica te aktivistica za očuvanje i obnovu prirode.

## Životopis
Na Akademiji dramske umjetnosti u Zagrebu diplomirala je glumu, a potom na Akademiji radila kao asistentica profesorice Ivice Boban na predmetu Scenski pokret. Istovremeno je u srednjoškolskom Centru za kulturu i umjetnost (CEZAKUM) kao vanjska suradnica 1983. – 1985. godine predavala Osnove glume. Tijekom i nakon studija aktivna je u kazališnim grupama Pozdravi (1978. – 1981.) i Akter.
Vođena specifičnim kazališnim interesom odlazi u Pariz gdje je 1985. – 1987. godine pohađala i završila École internationale de théâtre Jacques Lecoq, uključujući i Laboratoire Expérimental de Mouvement (1988.) kao stipendistica hrvatskog Ministarstva kulture. U Parizu upoznaje kazališnog redatelja Petera Brooka s čijim se radom i pristupom kazalištu upoznala još tijekom studija i čije su ideje i prijateljstvo znatno utjecali na njezin budući rad. U razdoblju 2006. – 2011. za ARRT kao dio Théâtre de la Tempête predaje osnove glume, vodi umjetničke radionice i režira predstave. S vremenom, kazališna režija postaje dominantno područje njezina rada u Francuskoj, Hrvatskoj, Engleskoj i Australiji.[nedostaje izvor]
Paralelno s kazališnim usavršavanjem i radom, bavila se novinarstvom i prevođenjem filmova.
Živi i radi na relaciji Pariz – Zagreb – Povlja na Braču. Umjetnička je savjetnica, suradnica i supruga Darka Rundeka. 

## Kazališni rad: gluma i režija
- Povratak Arlecchina (Kazališna radionica Pozdravi, 1977.)[4]
- Michelangelo Buonarroti (Dramski ansambl Splitskog ljeta, 1977.)[5]
- Play Držić (Kazališna radionica Pozdravi u suradnji s Kugla glumištem, Dubrovačke ljetne igre, 1978.)[6]
- Regoč (Malo kazalište Trešnja, 1979.)
- Hurrah Amerika (Akademija dramskih umjetnosti u Zagrebu, diplomski rad Darka Rundeka, 1979.)[7]
- Koja gora Ivo (Akademski teatar Akter, 1980.)[8]
- Kažu da je sova nekad bila pekareva kći (Akademski teatar Akter, 1981.)[9]
- Nepokoreni grad (jedna epizoda, 1982.)[10]
- Hekuba (Kazališna radionica Pozdravi, Dubrovačke ljetne igre, 1982.)[11]
- Sabor ptica (Kazališna grupa CEZAKUM, 1984.)
- Dundo Maroje (Dubrovačke ljetne igre, 1984.)[12]
- Put kroz sto zračnih rupa (Kazališna grupa CEZAKUM, 1985.)
- Snježna kraljica (Kazališna grupa Espeho, YU Fest, 1987.)[13]
- Priča za tri pljuske (Kazalište Trešnja, 1989.)
- Of Mice and Men (Théâtre de la Main d'Or, 1990.)[14]
- NE (Mostarsko ljeto, 1990.)[15]
- Kes (Théâtre de la Main d'Or, 1991.)[16]
- Elephant Man (Théâtre de la Main d'Or, 1992.)[17]
- Les chasseurs d’histories (Théâtre des Sources, 1993.)[18]
- Enterrement de la forumi (Château-Thierry, 1994.)[19]
- Les Cordonniers (Théâtre de la Tempête, 1996.)[20]
- Chacun sa Chimère (Evreux Scène National, 1997.)[21]
- Un voyage pas comme les autres (Théâtre Paris Villette, 1998.)[22]
- Sei Solo: sonate i partiture J. S. Bacha (Théâtre des Bouffes du Nord, 2000.)[23]
- Tondalova vizija (Ansambl Dialogos, 2002.)[24]
- Canterville Ghost (Théâtre de la Main d’Or, 2003.)
- Animal Farm (Théâtre de la Main d’Or, 2004.)
- White Parrot (Théâtre de la Main d’Or, 2005.)
- Judita (Ansambl Dialogos, 2006.)[25]
- Dalmatica (Ansambl Dialogos, 2008.)[26]
- Anđeli heretici (Ansambl Dialogos, 2012.)[27]
- Apocalypso NOW (režija turneje Darka Rundeka i Ekipe, 2017.)[28]
- Hekuba (Ansambl Dialogos, 2022.)[29]

## Prevodilački rad
- Faridudin Atar – Jean-Claude Carrier: Sabor ptica (časopis Prolog, 59/60, 1984.)[30]
- Faridudin Atar: Jezik ptica (Planetopija, 2019.)[31]
- Thomas Merton: Mudrost pustinje. Pustinjski oci ranog kršćanstva (Planetopija, 2021.)[32]

## Aktivizam
Aktivistički rad Sande Hržić temelji se na njenoj spoznaji da je potrebno promijeniti ljudski odnos prema prirodi, njenim bićima i resursima u modernim društvima. Uključuje se u građanske prosvjede za zabranu lova, za zatvaranje svih klaonica, za očuvanje gradskih vodotoka i stabala, a bila je i sudionicom prosvjeda za očuvanje izvora rijeke Une od građevinskih radova. Aktivna je u međunarodnom pokretu Extinction Rebellion. Među ostalim, zalaže se za smanjenje količine otpada pristupom »zero waste«.

## Razno
Sredinom 1980-ih za Savez slijepih Hrvatske snima mnoge knjižne naslove za njihovu biblioteku u Zagrebu. Također, za Radio Zagreb snima ciklus grčkih tragedija (Sofoklovu Antigonu, Euripidove Bakhe, Eshilovu Sedmoricu protiv Tebe) u režiji Darka Rundeka. Po dolasku u Francusku, u Parizu za Radio France International 1987. – 1991. snima priloge o kulturi. Od 1997. do 2000. prevodi filmove za Cinema Magnetique Communication (CMC).[nedostaje izvor]
Za predstave koje režira radi scenografiju i izbor rekvizita. Za predstavu Koja gora Ivo (Akter, 1980.) u kojoj je glumila, također je dizajnirala i plakat.
Od samih glazbenih početaka Darka Rundeka sudjelovala je svojim kreativnim doprinosom i savjetima u većini njegovih projekata.  